# Лечугилья (пустыня)
Лечугилья (англ. Lechuguilla) — небольшая пустыня в Северной Америке, являющаяся участком пустыни Сонора. Расположена в районе американо-мексиканской границы в юго-западной части американского штата Аризона, между горами Кабеза-Приета и Хила. Почти вся территория пустыни используется для полигона ВВС США им. Барри М. Голдуотера.
Пустыня получила название от растения рода агава — Agave lechuguilla, — которое в большом количестве там произрастает. Название «lechuguilla» в переводе с испанского означает «рюши» и характеризует форму растения.